# دياموند بلوف (ويسكونسن)
دياموند بلوف (بالإنجليزية: Diamond Bluff, Wisconsin)‏ هي بلدة تقع بولاية ويسكونسن في الولايات المتحدة. تبلغ مساحتها 47.5 (كم²)، وترتفع عن سطح البحر 317 م، بلغ عدد سكانها 479 نسمة في عام 2000 حسب إحصاء مكتب تعداد الولايات المتحدة وتصل الكثافة السكانية فيها 11.1 نسمة/كم2.

## وصلات خارجية
- The US50 - Cities and Towns in Wisconsin State
- Wisconsin Cities and Towns, Facts, Map, Flag, Colleges, Government, and More